# 조간 지진
조간 지진(일본어: 貞観地震 조간지신[*])은 헤이안 시대 전기인 율리우스력 869년 7월 9일(조간 11년 5월 26일, 그레고리력 869년 7월 13일) 일본 무쓰국 동쪽 해역, 현재의 일본해구 지역에서 발생한 것으로 추정되는 거대지진이다. 일본 해구 지역에 주기적으로 발생하는 산리쿠 해역 지진의 일부로 가정하고 있기 때문에 조간 산리쿠 지진(일본어: 貞観三陸地震)라고 불리기도 한다.

## 문헌 상의 기록
엔기 원년(서기 901년)에 기록된 사서인 일본삼대실록(일본기략, 유취국사 171)에서는 조간 지진에 관한 여러 서술이 있다. 조간 11년 5월 26일의 대지진 및 이후의 피해 상황은 다음과 같이 기록하고 있다.
5월... 26일 계미일. 무쓰국 지방에 대지진이 일어나다. (하늘을) 비추는 빛이 (밤을) 낮처럼 비추고 사람들은 비명을 지르며 엎드려선 설 수가 없었다. 혹자는 가옥 밑에 깔려 압사했고 혹자는 땅에 휩쓸리기도 했다. 놀란 소와 말들은 뛰어다니거나 서로 짓밟았으며 성, 창고, 누문, 장벽 등이 많이 무너져 내렸다. 우뢰와 같은 바닷소리와 함께 파도가 솟아오르고, 강이 역류하며, 해소가 길게 연이어 밀려들어 금새 성 아래까지 다달았다. 내륙 수백리까지 끝없이 물바다를 이루며 들판과 길은 전부 망망대해가 되었다. 배를 타거나 산으로 도망치지 못해 천여 명이 물에 빠져 죽었으며 나중에는 논밭도 사람들의 재산들도 남지 않았다.
五月･･･廿六日癸未 陸奧國地大震動 流光如晝隱映 頃之 人民叫呼 伏不能起 或屋仆壓死 或地裂埋殪 馬牛駭奔 或相昇踏 城（郭）倉庫 門櫓墻壁 頽落顛覆 不知其數 海口哮吼 聲似雷霆 驚濤涌潮 泝洄漲長 忽至城下 去海數十百里 浩々不辨其涯諸 原野道路 惣爲滄溟 乘船不遑 登山難及 溺死者千許 資産苗稼 殆無孑遺焉 

위 기록에 나오는 무쓰국의 '성'은 다가성으로 추정된다. 지진에 의한 압사자 수는 기록되어 있지 않으며 쓰나미로 인한 익사자가 사상자의 대부분인 것이 사료에 드러나 있다. 다만 다가조시 교육위원회의 성 밑 시카와하시 유적(市川橋遺跡) 발굴 조사에서는 남북대로가 탁류로 훼손된 흔적은 발견되었으나 이때의 규조 분석에서 해수생물 관련 규조가 확인되지 않아 조간지진의 쓰나미 피해로 훼손된 것인지에 대해서는 불명확한 것으로 결정되었다. "비추는 빛이 낮처럼 비추고"(流光如晝隱映) 부분은 지진에 따른 굉관이상현상 중 하나인 지진광 현상을 언급한 일본 역사상 최초의 기록인 것으로 추정된다.
"내륙 수십백리까지"(去海數十百里)라는 문장은 원본에서는 "내륙 수천백리"(去海數千百里)였으나 당시의 단위인 1리=6정(약 650 m)로 두고 계산해도 엄청난 길이이며 "거해"라는 말은 해안에서 침수된 성곽까지의 길이를 의미하는 것이나 당시 다가성에서 해안마을인 미나토하마까지는 50정(약 5.5 km)도 미치지 못하는 거리이기 때문에 '수십백리'(약 30-65 km)가 맞을 것이라는 연구 결과가 더 많다. 또한 수십백리라고 해석해도 맞지 않는 부분이 있기 때문에 "연해로부터 수십백리"라고 해석해야 한다는 가설도 존재한다.

### 조정의 대응
일본 조정의 대응은 지진이 일어난 지 약 3개월이 지난 조간 11년 9월 7일(율리우스력 869년 10월 15일)에서야 이루어져, 일본삼대실록에서는 종5위상인 기노 하루에다를 무쓰국 지진사로 발령했다는 아래와 같은 기록이 남아 있다.
9월... 7일 신유일... 종5위상 행좌위문권좌 겸 임번권개인 기노 하루에다를 무쓰국 지진사로 임명했다. 또 판관 1명, 주전 1명을 같이 임명하였다.
九月･･･七日辛酉･･･以從五位上-行左衛門權佐-兼因幡權介-紀朝臣-春枝,爲陸奧國地震使。判官一人、主典一人。 

지진 발생 4개월이 지난 조간 11년 10월 13일(율리우스력 869년 11월 20일) 기사에는 세이와 천황이 무쓰국 국경을 피해지역으로 지정하는 조서를 내렸다고 기록되어 있다. 조정은 백성을 따지지 않고 구호하며 죽은 자들은 모두 매장하라고 명했다. 또한 이재민에게는 노역과 조세 의무를 면제하였다.
같은 해 12월 8일에는 무쓰국의 정5위상 훈9등 간다미네 노카미에게 종4위하를 수여하였다.(같은 기사가 12월 25일에 있음) 역사학자인 요시다 도고는 일본3대실록 원본에서 정6위상에서 정4위하로 여러 단계 오른 것으로 기록되어 있기 때문에 "부성이 갑작스러운 재해를 맞은 나이에 3계를 뛰어넘은 것은 바로 그의 재앙이 산신의 분노로 말미암은 것이라는 증거다"라고 기록되어 있기도 하다.
같은 해 12월 14일(율리우스력 870년 1월 19일)에는 세이와 천황이 이세 신궁에 사신을 보내 봉폐하고 신전에 다음과 같은 고문을 봉헌했다. 고문에는 첫 문장을 같은 해(869년) 6월 15일부터 있었던 신라 해적(신라구)의 하카타 침공, 7월 14일 있었던 히고국의 지진과 풍수해, 마지막으로 5월 26일 있었던 무쓰국의 거대한 지진재해에 대해 간단히 언급하고선 국내의 평안을 바란다는 내용이 씌여 있었다. 또한 늦어도 이듬해인 조간 12년 9월까지는 무쓰국의 수리를 담당하는 "무쓰국 수리부"가 수립되었다.
교토 헤이안쿄에서는 역병으로 죽은 자의 원령을 물리치기 위한 고료카이라는 의식이 거행되었다. 이 의식은 현대의 기온마쓰리의 기원이 되었다.

## 기타 재해와의 연관성
9세기 경에는 일본에서 여러 차례 큰 지진과 화산 분화가 일어났으며 이런 내용은 일본3대실록에 기록되어 있다.
조간지진과 지구물리학적으로 관련이 있는지는 밝혀지지 않았으나 조간 지진을 전후로 여러 화산이 분화하였다. 조간 지진 발생 5년 전인 조간 6년(서기 864년)에는 후지산의 아오키가하라가 대규모로 용암류를 내뿜는 조간 대분화가 일어났다. 또한 지진 발생 2년 후인 조간 13년(871년)에는 조카이산이 분화했다는 기록이 있다. 지진 9년 후인 간교 2년(878년)에는 간토 지방에서 이세하라 단층의 활동 또는 사가미 해곡의 판 경계간 지진으로 추정되는 규모 M7.4의 사가미-무사시 지진이 발생하였으며 이 지진이 조간 지진의 유발지진이라는 주장도 있으나 지진 발생 지역의 거리가 너무 멀다는 반박도 존재한다. 915년에는 도와다 화산의 대분화로 발생한 화산재(To-a)가 도호쿠 지방 전역에 영향을 미쳐 미야기현 북부에서도 화산재에 파묻혀 그대로 버려진 논 터가 발굴되었으며 조간 지진의 쓰나미와 함께 도호쿠 지방에 크고 심각한 사회변동을 일으켰다. 한반도에서도 946년경 백두산이 분화하였다.
서일본에서도 지진 발생 전 해인 조간 10년(868년) 야마자키 단층에서 하리마노쿠니 지진이 일어났으며, 닌나 3년(887)년에는 난카이 해곡에서 일어난 것으로 추정되는 거대지진인 닌나 지진(M8.0-8.5, 보통 난카이 지진으로 추정되나 도카이/도난카이 지진이라는 설도 존재)이 일어났다. 닌나 지진과 조간 지진간의 관련성은 명확하지 않으나 이 시기 일본 지역의 지각에 큰 변동이 있었을 것으로 추정된다.
이마무라 아키쓰네는 684년경부터 887년경은 지진 활동이 왕성했던 시기 중 하나로 보고 있으며, 반대로 하야카와 유키오는 9세기 경 지진 기록이 집중적으로 나타나는 것은 지방에서 일어난 지진이 교토에 보고되는 체제가 정비된 가운데 육국사의 편집에 의한 인위적인 효과까지 더해져 나타난 착시 현상이라고 주장한다.

## 지진 연구
이전부터 문헌 연구자들에게는 알려져 있던 지진이었으나 도호쿠 지방의 개발에 따른 지반 조사와 일본해구의 지진학적 연구가 발전하면서 지진학적 연구 기록도 늘어나고 있다. 산리쿠 해역 지진의 지진 재해 기록이 적고 조간 시기 기록 자체가 희귀한 것에 합쳐저 2011년 3월 11일에는 도호쿠 지방 태평양 해역 지진까지 일어나며 연구의 중요성이 증가하였다.

### 문헌 연구

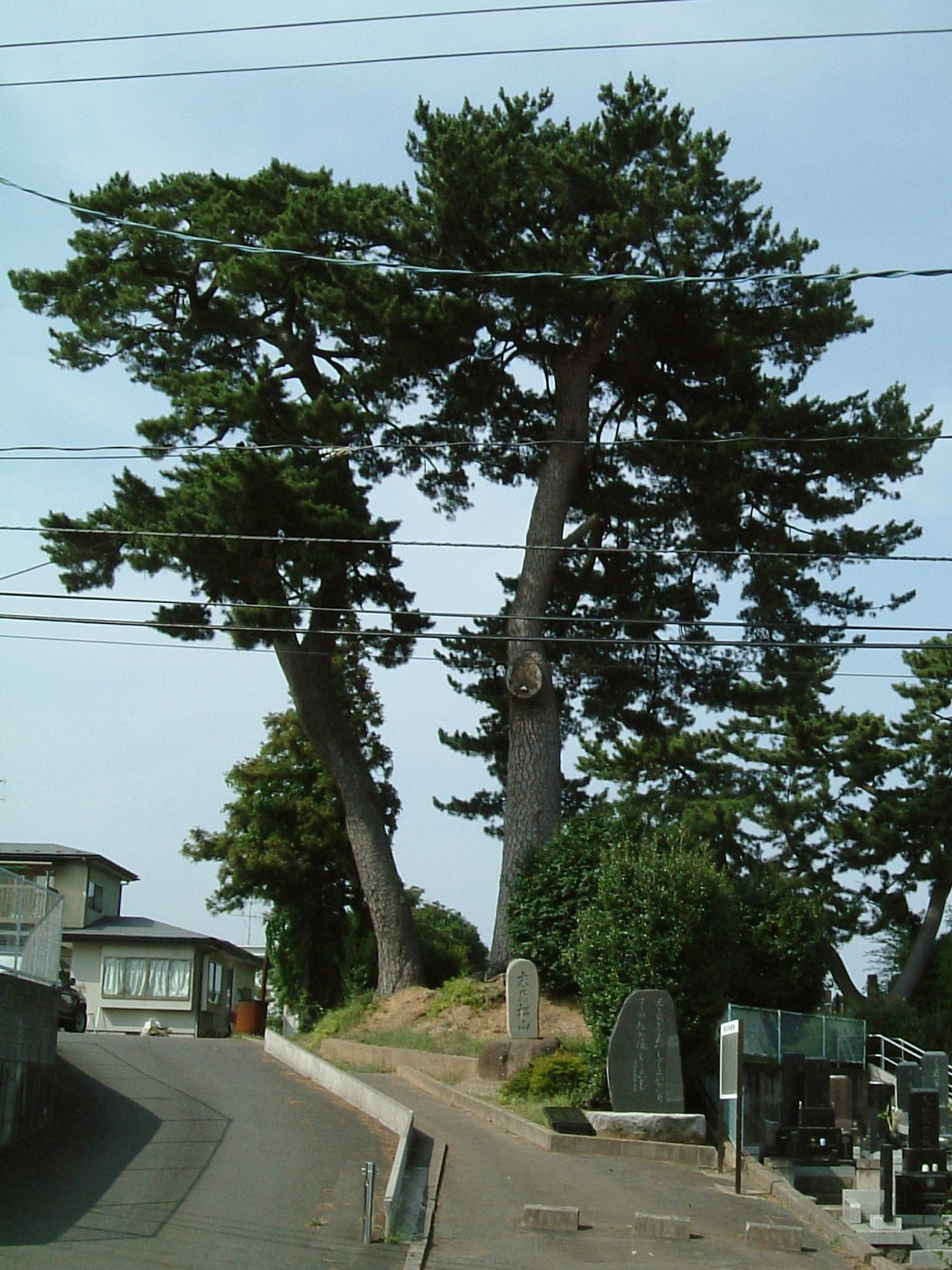
일본 미야기현 다가조시에 있는 스에노마쓰야마의 모습

메이지 시대에는 역사학자인 요시다 도고가 연구를 진행하여 일본삼대실록에 나온 "성곽"은 무쓰국의 국부와 다가성을 가리킨다고 주장해 광범위한 지역이 쓰나미로 침수되었으며, 진원지는 태평양 해역에 있다고 주장하였다. 또한 백인일수에 등장하는 기요하라노 모토스케가 지은 "契りきな かたみに袖を しぼりつつ 末の松山 波越さじとは"(고슈이와카집 수록, 번역: 약속했었죠. 눈물을 흘리면서 스에노마쓰야마가 결코 파도를 뒤집어쓰지 않도록 둘의 사랑 또한 변치 않을 거라고. 그런데도)에서도 나오는 스에노마쓰야마는 미야기현 다가조시 야하타에 있는 구릉 지역을 의미해 쓰나미가 스에노마스야마를 넘을 듯 넘지 않을 듯 밀려든 상황을 본 것이라고 주장하였다. 2011년 일어난 도호쿠 지방 태평양 해역 지진 당시에도 스에노마쓰야마 기슭까지 쓰나미가 밀려들어왔으며 이 구릉 너머로는 침수되지 않았다. 스에노마쓰야마에 있는 노송 두 그루는 "냄비 달린 소나무"(鍋かけの松)라고도 불리는데 이는 조간 지진 당시 쓰나미로 소나무에 냄비가 걸려 있었다는 지역 설화의 내용 때문인 것으로 추정된다.
이와 관련하여 "고사지와 쇼조"(小佐治と猩々ヶ池)라는 전승이 있다. 가장 오래된 설화 기록은 1907년 후나야마 만넨의 저서인 염성승보인데 조금씩 다른 내용으로 전해져 내려오고 있다. 대략적인 내용은 다가성 하치만 선술집의 딸인 고사지의 머리에 쇼조(바다에서 나타나는 빨간 머리의 이형 생물)과 통하게 되었는데 이윽고 쇼조는 마을 사람들에게 죽임당할 것이라는 것을 깨닫고 고사지에게 시체를 연못(당시 하치만무라 가미야시키의 연못)에 버려주면 좋겠다며 6일 후에 큰 쓰나미가 오기 때문에 마츠야마로 도망가라는 말을 남긴다. 그 말대로 쇼조는 살해당했으며 이윽고 하치만 지역 우에센켄/시모센켄 마을 전체가 큰 쓰나미에 휩쓸리고 고사지(별전에서는 고사지와 그 부모님)만 살아남는다는 내용이다.
이마무라 아키쓰네도 조간 지진과 게이초 산리쿠 해역 지진은 도호쿠 지방 태평양 연안 지역을 중심으로 큰 쓰나미를 일으켰으며 이 규모는 메이지 산리쿠 해역 지진을 능가하고 모두 일본의 지진활동기에 발생한 것이라고 주장했다. 특히 산리쿠 연안 지역은 쓰나미가 자주 닥치는 지역임에도 불구하고 유사 이래 게이초 시대에 이르기까지 약 1,200년간 남은 기록 중 유일하게 남은 것이 조간 지진의 기록이라는 점에서 조간 지진의 쓰나미의 규모와 피해가 얼마나 컸을 지가 유추할 수 없을 정도라고 말했다.
1995년 이누마 유요시는 미야기현 나토리시의 신사에서 전해지는 조간 연간 역병 유행으로 서민이 크게 힘들어했다는 전승이 조간 지진의 쓰나미와 연관성이 높다고 보고 차후 일본에서 비슷한 규모의 쓰나미가 발생할 수도 있다고 주장하였다.
조간 지진의 쓰나미에 관한 민간 전승은 25개 사례가 확인되며 북쪽으로는 미야기현 게센누마시에서부터 남쪽으로 이바라키현 다이요촌(현 호코타시)에 걸쳐 존재한다. 이를 바탕으로 한 미야기현-이바라키현 해역의 일본 해구 지역 남북길이 230 km, 동서 폭 50 km의 단층 모델을 가정하면 추정 규모는 M8.5로 나온다. 한편 산리쿠 지역에 쓰나미 전승이 많이 없는 이유가 애초에 쓰나미가 자주 덮치는 상습 침수 지대에서는 쓰나미가 자연스러워 구전 전승이 생겨나기 어려우며, 문자 없이 전해지는 에조 시기 전승이 후대 주민에게 제대로 전해졌는지가 불분명하다는 점에서 전설이나 전승이 남지 않은 산리쿠 지방이 이 당시 피해를 입지 않았다는 가정을 하긴 어렵다는 반박도 존재한다. 또한 이후의 연구에서 특히 스니오가와 하구의 다가조시 구 하치만촌 뿐 아니라 구 이치카와촌, 구 난도미야촌, 리후정, 구 가세촌 등 스니오가와 중부 지역에서도 대형 쓰나미에 관련한 전승이 존재했다는 것이 밝혀졌다.
10월 13일 올라간 조칙의 문구 중 "무쓰국경의 지진이 극심하고 쓰나미가 휩쓰는 우환이 발생했다"에서 '무쓰국경'이란 "무쓰국의 경계 안"이라는 의미로 무쓰국 내의 광범위한 지역에서 큰 피해를 입은 것으로 추정되며 12월 14일 이세신궁 고문에서는 "무쓰국에 이상할 정도의 지진으로 큰 참화를 겪었다. 다른 쿠니에서도 덩달아 이와 같은 참화를 겪었다."라고 적혀 있는 등 피해가 무쓰국에만 한정되지 않고 바로 이웃한 히타치국과 같은 곳에서도 비슷한 피해를 입었던 것으로도 추정된다.

### 쓰나미 퇴적물 조사 및 진원지 추정
1986년 이후 미노우라 고지가 시작한 센다이평야의 옛날 쓰나미 퇴적층 연구 결과 문헌에 남은 조간 지진의 쓰나미 외에도 총 3번의 쓰나미 퇴적층이 있어 미지의 선사 시대 지진의 흔적으로 추정된다고 주장했다. 1990년 도호쿠 전력의 오나가와 원자력 발전소 건설에 따라 고고학적 소견과 쓰나미 퇴적물 조사를 대조하여 만든 조간지진의 흔적 높이 연구에서는 "쓰나미의 최대 소상지점은 후지타 신덴 부근이라고 결론"내려 "조간 11년의 지진에서 쓰나미 흔적 높이는 하천과 떨어진 보통 평야에선 2.5-3 m 정도이며 침수지역은 해안선으로부터 3 km 안쪽 범위"라고 결론내렸다.
2000년대가 되면 시추 조사 등을 통한 센다이평야의 쓰나미 흔적 연구가 발전하게 된다. 2005년부터 5년동안 일본 문부과학성의 위탁을 받은 "미야기현 해역 지진의 중점조사관측단"(국립대학법인 도호쿠 대학교 대학원 이학연구과, 국립대학법인 도쿄 대학 지진연구소, 독립행정법인 산업조사연구소)가 시추 조사를 진행하였다. 2005년 이와테현 오쓰치만의 조사에서는 만 안쪽 조용한 영역인 만 안쪽 깊은 중심쪽 수심 10 m에서 해수면 아래 35 m를 시추하였으며 과거 6000년간의 해저 퇴적층에서 총 22겹의 쓰나미 퇴적층을 발견하였다. 이 퇴적층은 쓰나미가 밀려들어올 때 같이 들어온 토사들이 급작스런 썰물에 말려가 해저에 퇴적된 층이다. 이 퇴적층 중 쓰나미에 휘말린 합판 2조각과 보존상태가 좋은 개체 20점을 가속기 질량 분광 분석법(AMS)를 이용하여 C14를 연대측정하고 OxCal3.10로 연대고정, 해양 리저버 효과는 400년으로 가정하고 연대를 측정하였다. 그 결과 층 두께 약 2 m의 Ts10 지층이 조간지진 당시의 쓰나미 지층으로 추정되었다.
센다이평야 연안부는 역사 문헌에서 조간지진을 기술한 것처럼 1000년 전 쓰나미가 내륙 깊숙히까지 들어왔다는 흔적이 발견되었다. 그런데 연구가 진행되면서 비슷한 종류의 쓰나미 흔적에서 조간 시기 쓰나미 이외에도 다른 시기의 쓰나미 흔적이 몇 차례 남았다는 것도 발견되었다. 도호쿠 대학 대학원 공학연구과 부속 재해제어연구센터의 연구에서 퇴적물 연대조사를 통해 센다이평야에 과거 3000년간 최대 3번 쓰나미가 덮친 흔적이 발견되었으며 쓰나미의 각 간격은 800년에서 1100년 사이였다. 추정 단층 모델에서는 9 m 정도의 쓰나미가 7-8분 간격으로 수 차례 반복해 덮쳤던 것으로 추정된다. 2007년 10월 쓰나미 퇴적물 조사에서는 이와테현 해역(산리쿠 해역)에서 후쿠시마현 해역 또는 이바라키현 해역까지 진원역이며 규모 M8.6에 달하는 거대한 연동형지진이었던 것이라고 추정되었다. 한편 2008년 조사에서는 리쿠젠타카타평야에서 쓰나미 퇴적물이 관측되지 않아 추정 진원역의 북쪽 끝을 리쿠젠타카타시 아래로 잡고 있기도 하다.
2011년 3월 11일에는 산리쿠 해역을 중심 진원으로 이와테현 해역에서 이바라키 해역까지 광범위한 범위가 진원역인 규모 M9.0의 초거대지진인 도호쿠 지방 태평양 해역 지진이 발생했다. 조간 지진과 마찬가지로 광범위한 진원역을 가지고 있고 내륙까지 피해를 입히는 거대하고 광역적인 쓰나미가 발생했으며 나아가 조간지진과의 간격이 800년에서 1100년 사이로 비슷한 지진이 일어날 수 있다는 추측을 토대로 동일본대지진과 조간지진 사이 관계가 깊다는 주장도 있다.
2011년 8월 쓰나미 퇴적물의 연대 비교 조사로 과거 3500년간 일본 연안에 최소 7회의 큰 쓰나미가 몰아쳤으며 이 쓰나미를 일으킨 것은 쿠릴해구에서 일본해구 부근까찌 4개의 진원역 중 하나 또는 복수의 진원역이 서로 연동하여 발생한 M9급의 지진이라고 발표하였다. 조간지진 또한 이런 종류의 지진에 속한다고 주장하였다.

### 추정 규모
가와스미 히로시(1951)은 조간 지진의 상수를 MK7.5라고 가정하여 지진의 규모를 M8.6 정도라고 추정하였다. 우사미 다쓰오(1975)는 지진의 규모가 1933년 쇼와 산리쿠 지진보다는 크지만 1960년 발디비아 지진 당시에도 표면파 규모 Ms8.5라고 가정하여 규모가 M8.6보다는 크지 않을 것이라 생각했기 때문에 조간 지진의 규모를 M8.3-8.4라고 추정하였다. 하지만 당시에는 모멘트 규모라는 개념이 없었기 때문에 2003년 우사미 다쓰오는 추정치를 재수정하여 M8.3±1⁄4라고 추정하였다.
센다이평야에서 발견된 쓰나미 퇴적물을 바탕으로 일본 산업기술총합연구소가 추정한 규모는 약 M8.4였으나 이 규모는 진원역이 미야기현 해역에서 후쿠시마현 해역 사이의 길이 200 km 단층모델을 가정하고 계산했을 때 결과이며 쓰나미 퇴적물이 발견된 범위가 쓰나미 내습 범위라고 가정하였다.
그 후 산리쿠 해안 지역 전역에 쓰나미 퇴적물이 발견되면서 추정 진원역의 범위가 더 넓어졌으며 도호쿠 지방 태평양 해역 지진 당시에는 쓰나미 퇴적물이 발견된 범위보다 더 내륙 안쪽까지 쓰나미가 들이닥쳤다. 판 사이의 미끄러짐이 커서 해구 축선 부근까지 단층 파괴 영역이었을 가능성도 제기되고 있으며 이를 토대로 규모를 추정할 때 기존의 추정 규모인 M8.4를 넘어 2011년 동일본대지진의 규모와도 거의 비슷할 것이라는 추정치도 존재한다.
또한 지형으로 추정되는 도호쿠 지방 태평양 해역 지역의 융기량과 지질학적으로 관측되는 판의 왜곡 속도 및 조수 데이터를 통한 침강량 데이터를 종합적으로 합쳐 판단할 경우 M9급에 달하는 거대지진이 반복해서 발생해야 수치가 맞다는 주장도 존재한다. 고케쓰 가즈키(2011)는 도호쿠 지방 태평양 해역의 판 경계에 쌓였던 왜곡에너지를 분석하여 1000년에 한번 에너지가 방출되는 것은 지나치게 에너지가 축적되는 것이라고 주장해 440년에 M9급 규모 지진이 1번 발생한다고 주장하며 조간지진도 그런 지진 중 하나라고 말했다. 기존에 규모 M8.4 정도로 추정되었던 역사지진인 조간지진이 모멘트 규모로는 Mw9.0 정도로 될 수 있으며 호에이 지진과 함께 규모 Mw9.0 급으로 추정되는 초거대지진 중 하나로 꼽히고 있다.

### 고고학적 조사
1990년 도호쿠 전력이 작성한 오나가와 원자력 발전소 건설 당시 아베 히사시의 고고학적 연구결과 등을 종합한 쓰나미 퇴적물 높이, 침수 영역 연구가 존재하지만 유적의 쓰나미와 관련된 퇴적물 조사 검토는 이뤄지지 않았다.
1999년부터 2000년까지 이뤄진 다가조시 이치카와바시에서 열린 제26, 27회 조사에서는 구 스나오시강 물길 인근에 있는 남북대로가 침식된 흔적인 특정 퇴적물(SX1779)가 발견되어 규조 분석을 실시했다. 그 결과 바다 생물도 발견되지 않았고 바닷물의 영향을 받았다는 증거를 찾을 순 없었다. 도호쿠 대학에서도 규조 분석을 실시했으나 마찬가지로 바다 생물이 발견되지 않았고 "이 퇴적물이 쓰나미로 바다에서 직접적으로 휩쓸려 온 퇴적물은 아니다"라는 결론을 내렸다.
그 후 다가조성 아래까지 쓰나미가 닿았다는 일본삼대실록의 서술을 둘러싸고 야나기사와 가즈아키라와 도키노 히로히코 사이에 논쟁이 벌어졌다. 토층 아래 퇴적물 구조 분석과 규조 분석에서는 다가조성 아래 거의 대부분 지역이 쓰나미 퇴적층으로 덮여 있다는 설이 우세하다.

## 역사적 영향
864년 조간 시기에는 후지산의 분화, 869년 조간 지진과 쓰나미, 같은 해 역병 유행 등이 겹치면서 자연과 사회를 바라보는 이른바 궁정정치(宮廷政治)가 조성되며 궁정문화도 이뤄졌다.
도호쿠 지방에서는 조간지진과 쓰나미에 이어 915년 도와다 화산까지 분화하면서 미야기현 북부, 이와테현, 아키타현의 논이 전부 화산재에 묻혀 복구되지 않았다. 아키타현 북부에서는 화산쇄설류에 묻혀버린 여러 가옥들이 출토되기도 하였다. 이런 거대한 자연재해로 큰 피해를 입은 도호쿠 지방은 권력공백 상태에 빠지고, 피해 지역이 사유지화되고 에조민들이 침투하면서 피해 지역이 쉽게 복구되지 못했다.

## 같이 보기
- 도호쿠 지방 태평양 해역 지진
- 산리쿠 해역 지진

## 참고 문헌
- (일본어) 読売新聞「平安大震災」岡本公樹記者 2011年5月18日、25日
- (일본어) 震災予防調査会編, 편집. (1904). 《大日本地震史料 上巻》. 丸善. pp.38-39（日本三代実録）国立国会図書館サーチ
- (일본어) 武者金吉, 편집. (1941). 《大日本地震史料 増訂 第一巻 自懿徳天皇御宇至元祿七年》. 文部省震災予防評議会. p.78（日本三代実録）国立国会図書館サーチ
- (일본어) 東京大学地震研究所, 편집. (1983). 《新収 日本地震史料 第一巻 自允恭天皇五年至文禄四年》. 日本電気協会. p.22
- (일본어) 東京大学地震研究所, 편집. (1994). 《新収 日本地震史料 続補遺 自天平六年至大正十五年》. 日本電気協会. p.2
- (일본어) 宇佐美龍夫 (2002년 3월). 《日本の歴史地震史料 拾遺二 自成務天皇三年至昭和三十九年》. 東京大学地震研究所. p.2
- (일본어) 宇佐美龍夫 (2005년 3월). 《日本の歴史地震史料 拾遺三 自斉衡二年至昭和二十一年》. 東京大学地震研究所. pp.3-10